# Kanuslalom-Weltmeisterschaften 2019
Die Kanuslalom-Weltmeisterschaften 2019 fanden vom 24. bis 29. September 2019 in La Seu d’Urgell in Spanien statt. Veranstaltet wurden die Weltmeisterschaften vom Internationalen Kanuverband (ICF). Austragungsort war der Parc Olímpic del Segre.

## Ergebnisse

### Männer

#### Canadier
| Wettbewerb | Gold                                                     | Silber                                           | Bronze                                            |
| C-1        | Cédric Joly                                              | Ander Elosegi                                    | Luka Božič                                        |
| C-1 Team   | SlowakeiMatej Beňuš Alexander Slafkovský Michal Martikán | SpanienLuis Fernández Miquel Travé Ander Elosegi | RusslandPawel Kotow Dmitri Chramzow Kirill Setkin |

#### Kajak
| Wettbewerb | Gold                                             | Silber                                                | Bronze                                                 |
| K-1        | Jiří Prskavec                                    | David Llorente                                        | Joan Crespo                                            |
| K-1 Team   | SpanienDavid Llorente Joan Crespo Samuel Hernanz | TschechienVavřinec Hradilek Vít Přindiš Jiří Prskavec | PolenDariusz Popiela Michal Pasiut Krzysztof Majerczak |

### Frauen

#### Canadier
| Wettbewerb | Gold                                              | Silber                                                | Bronze                                                   |
| C-1        | Andrea Herzog                                     | Jessica Fox                                           | Nadine Weratschnig                                       |
| C-1 Team   | AustralienJessica Fox Noemie Fox Rosalyn Lawrence | SpanienNúria Vilarrubla Klara Olazabal Ainhoa Lameiro | TschechienKateřina Havlíčková Eva Říhová Tereza Fišerová |

#### Kajak
| Wettbewerb | Gold                                                        | Silber                                                         | Bronze                                                    |
| K-1        | Eva Terčelj                                                 | Jessica Fox                                                    | Luuka Jones                                               |
| K-1 Team   | GroßbritannienMallory Franklin Fiona Pennie Kimberley Woods | TschechienKateřina Kudějová Veronika Vojtová Amálie Hilgertová | RusslandAlexandra Perowa Marta Kharitzonowa Aisu Minasowa |

### Mixed

#### Canadier
| Wettbewerb | Gold                                   | Silber                                 | Bronze                                 |
| C-2 Mixed  | TschechienJakub Jáně / Tereza Fišerová | PolenMarcin Pochwała / Alekandra Stach | TschechienVeronika Vojtová / Jan Mašek |

## Medaillenspiegel
| Platz  | Land           | Gold | Silber | Bronze | Gesamt |
| ------ | -------------- | ---- | ------ | ------ | ------ |
| 1      | Tschechien     | 2    | 2      | 2      | 6      |
| 2      | Spanien        | 1    | 4      | 1      | 6      |
| 3      | Australien     | 1    | 2      | -      | 3      |
| 4      | Slowenien      | 1    | -      | 1      | 2      |
| 5      | Deutschland    | 1    | -      | -      | 1      |
| 5      | Slowakei       | 1    | -      | -      | 1      |
| 5      | Frankreich     | 1    | -      | -      | 1      |
| 5      | Großbritannien | 1    | -      | -      | 1      |
| 9      | Polen          | -    | 1      | 1      | 2      |
| 10     | Russland       | -    | -      | 2      | 2      |
| 11     | Neuseeland     | -    | -      | 1      | 1      |
| 11     | Österreich     | -    | -      | 1      | 2      |
| Gesamt | Gesamt         | 9    | 9      | 9      | 27     |